# 아시안 하이웨이 142호선
아시안 하이웨이 142호선(AH142, )은 말레이시아 파항주 감방에서 출발하여 피낭주의 용펭까지 이어주는 총 연장 200 km의 거리를 가진 국제 간선 도로망이다. 그러나 이 도로는 3자릿수 번호를 가진 노선이기도 하며, 말레이시아 연방도 제1호선과 직접 접촉하고 있는 것으로 알려져 오고 있다.